# とちおファミリースキー場
とちおファミリースキー場（とちおファミリースキーじょう）は、新潟県長岡市（旧・栃尾市）にあるスキー場。スキーシーズン以外はとちおふるさと交流広場（-こうりゅうひろば）となる。

## 概要
農地を整備して1995年（平成7年）にできた「ふるさと交流広場」に建設されたスキー場である。旧栃尾市の学校のスキー授業用として建設され、1998年（平成10年）12月25日に完成した。小規模なスキー場で、利用者の様子に目が届きやすいため、親子連れに人気のあるゲレンデである。コースは4本あり、どれも比較的なだらかで初心者向きである。そりや雪遊び用の「ちびっこ広場」もあり、そり専用ゲレンデとなっている。夜間照明もあり、新潟県県央地域から訪れる客が多い。ペアリフトが一台ある。